# リアライズレコード
株式会社リアライズレコードは、CDの販売を主な事業としている日本の企業である。
アニメソングや声優の楽曲が多く、AG-ONEなどで他企業との連携を深めている。オリコン及びアマゾンではインディーズ扱いである。

## 沿革
- 2004年 - 会社設立
- 2007年11月 - ドワンゴ取締役である太田豊紀の株式会社Realize Recordsの全株式を保有と、リアライズレコードの主要アーティストである高橋直純が株式会社ドワンゴプランニングアンドディベロップメントとマネージメント契約を締結により支配力基準で株式会社ドワンゴプランニングアンドディベロップメントの子会社となる[1]。
- 2010年2月 - 主要アーティストである高橋直純がT-promotionに移籍したことにより株式会社ドワンゴプランニングアンドディベロップメントの子会社に該当しなくなる[2]。

## リアライズレコード所属のアーティスト
- 高橋直純 (2004年〜)
- Tag (2005年〜2009年)
- conomi (2006年〜2007年)
- AKiKA (2005年)
- 豊嶋真千子 (2006年)
- Swamp Delta Rockcafe' (2009年)